# Port de Tallinn

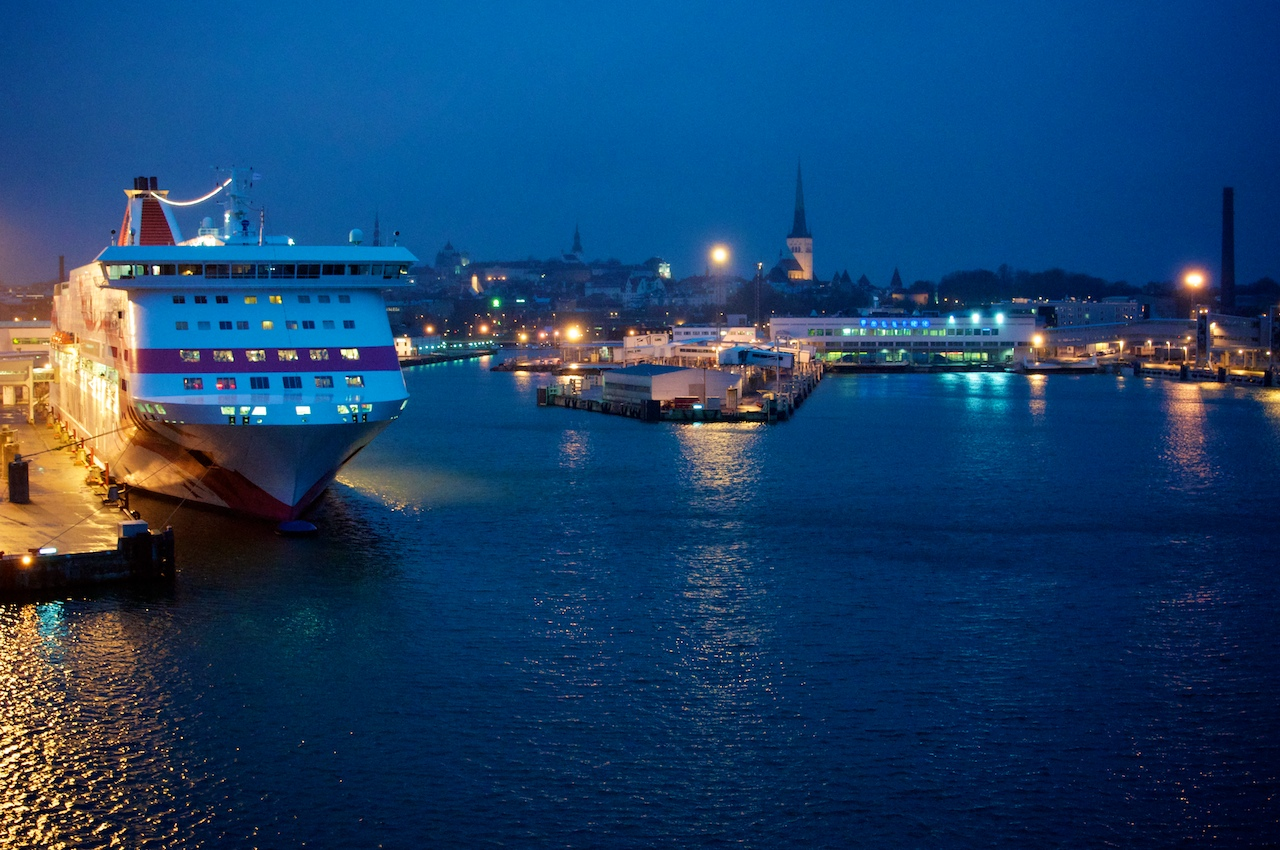
El port de passatgers de Tallinn un matí de l'any 2010.

Port de Tallin (en estonià: Tallinna Sadam) és l'autoritat portuària més gran d'Estònia, i una de les més grans de la mar Bàltica en termes de passatgers i mercaderies.
És una empresa pública que gestiona quatre ports localitzats a diferents punts de la costa estoniana, essent el port de Paldiski, el port de passatgers de Tallinn i el port de Muuga els més importants. Des del 13 de juny del 2018, l'empresa es troba llistada al Nasdaq Tallinn i les seves accions estan repartides entre un 67% per la República d'Estònia i un 33% per fons d'inversió, fons de pensions i altres inversors privats.

## Ports gestionats
| Port                          | UN/LOCODE |
| ----------------------------- | --------- |
| Port de passatgers de Tallinn | EE TLL    |
| Port de Muuga                 | EE MUG    |
| Port Sud de Paldiski          | EE PLS    |
| Port de Saaremaa              | EE SMA    |

## Empreses subsidiàries
Port de Tallinn compta amb tres empreses subsidiàries:
- TS Laevad: opera ferris regulars entre les principals illes d'Estònia (Saaremaa, Hiiumaa) i el continent.
- TS Shipping: proveeix serveis de suport marítim.
- Green Marine: es tracta d'una aliança d'empreses entre Port de Tallinn Ltd. i NT Marine Ltd. amb l'objectiu autodeclarat de desenvolupar serveis mediambientals per ports i vaixells. També coordina els serveis de gestió de residus.

## Xifres
| Totals del tràfic             | 2018   | 2019   | 2020  | 2021  | 2022  | 2023  | 2024  |
| ----------------------------- | ------ | ------ | ----- | ----- | ----- | ----- | ----- |
| Mercaderies (milers de tones) | 20,6   | 19,9   | 21,3  | 22,4  | 17,8  | 12,6  | 13,1  |
| Passatgers (milers)           | 10.619 | 10.639 | 4.333 | 3.542 | 7.027 | 7.918 | 8.201 |

| Any  | Mercaderies (milers de tones) | Passatgers (milers) |
| ---- | ----------------------------- | ------------------- |
| 2018 | 20,6                          | 10,619              |
| 2019 | 19,9                          | 10,639              |
| 2020 | 21,3                          | 4,333               |
| 2021 | 22,4                          | 3,542               |
| 2022 | 17,8                          | 7,027               |
| 2023 | 12,6                          | 7,918               |
| 2024 | 13,1                          | 8,201               |